# Guerra de Licto
A guerra de Licto foi um conflito militar ocorrido em 220 a.C. entre diversas cidades-estado da ilha de Creta, Grécia, que teve como principais protagonistas a cidade de Licto (grafias alternativas: Lyttos ou Lictus), por um lado, e Cnossos e Gortina, por outro. Ambos os lados disputavam o controlo da ilha.

## Descrição
Durante os séculos precedentes, Cnossos e Gortina tinham lutado pela supremacia em Creta. No final do século III a.C., as duas cidades decidem aliar-se para assegurarem o controlo da ilha. Cnossos beneficiou de uma querela entre a população da sua rival Gortina para conseguir a aliança. De facto, em Gortina estalou uma guerra civil entre os partidários de Cnossos e os seus oponentes, a qual acabou com a derrota dos últimos.
Segundo Políbio, após a derrota da facção anti-Cnossos em Gortina, Cnossos passou a ter o controlo efetivo sobre praticamente toda a ilha, à exceção de Licto, o que levou Cnossos a declarar guerra a Licto, com a intenção de expulsar os habitantes das suas terras e criar um ambiente de terror que servisse de exemplo de que poderia acontecer a quem recusasse obediência a Cnossos. Inicialmente isso fez com que todas as cidades cretenses se unissem contra Licto, mas rapidamente surgiram cidades que começaram a opor-se à política de Cnossos, nomeadamente Lapa e Polirrénia, que acabaram por aliar-se a Licto. Em Gortina estalaram novamente conflitos entre os mais velhos, que apoiavam Cnossos, e os mais novos, que apoiavam Licto.
O receio de uma sublevação em força das cidades cretenses leva Cnossos a ir buscar reforços, recebendo mil soldados dos seus aliados etólios, que ajudaram o partido pró-Cnossos de Gortina a tomar o controlo desta cidade. Entretanto os cnossianos tomaram conhecimento que os cidadãos de Licto tinham saído em campanha contra Hierapitna deixando a sua cidade desprotegida. Aproveitando este facto, os cnossianos atacam Licto, que incendeiam e arrasam, e levam as mulheres e crianças como como prisioneiras para Cnossos. Ao voltarem à sua cidade, os homens de Licto decidem abandonar a cidade e instalar-se em Lapa, onde são muito bem recebidos e de onde continuam a combater.
As cidades de Lapa e Polirrénia pedem então auxílio a Filipe V da Macedónia, então em guerra com os etólios, aliados de Cnossos, que envia 500 homens, a que se juntam 200 soldados aqueus do Peloponeso. Eleuterna, Áptera e Cidónia quebram a aliança com Cnossos e juntam-se a Lapa e Polirrénia. Entretanto, a sul, a fação exilada anti-Cnossos de Gortina logrou tomar o porto de Festo e depois o próprio porto de Gortina, que passaram a ser bases para atacarem Gortina.
No rescaldo da guerra, Filipe V consegue o controlo da parte ocidental de Creta, que se torna um protetorado macedónio em 216 a.C.